# Músculo escaleno médio
O músculo escaleno médio é um músculo do pescoço.é o músculo mais comprido e maior do grupo, Situa-se profundamente ao escaleno anterior responsável pelos movimentos da coluna vertebral e ajuda na respiração.
Origem: Tubérculos posteriores dos processos transversos das vértebras C2 a C7.
Inserção: Superfície superior da 1ª costela.
1. 1 2  «Músculo escaleno medio - eAnatomy». IMAIOS (em espanhol). Consultado em 28 de junho de 2022